# Joseph Luns
Joseph Antoine Marie Hubert Luns (ur. 28 sierpnia 1911 w Rotterdamie, zm. 18 lipca 2002 w Brukseli) – holenderski polityk, w latach 1971–1984 sekretarz generalny NATO.

## Życiorys
Studiował prawo na uniwersytetach w Lyeden i Amsterdamie oraz ekonomię polityczną w London School of Economics i na Uniwersytecie Berlińskim. Na początku lat 30. odbył służbę wojskową w marynarce holenderskiej. Jako pracownik Ministerstwa Spraw Zagranicznych został zmuszony do emigracji w czasie II wojny światowej do Londynu. Po wojnie objął stanowisko ambasadora Holandii w Wielkiej Brytanii, następnie zaś został członkiem holenderskiej delegacji przy Organizacji Narodów Zjednoczonych.
W 1952 r. został ministrem spraw zagranicznych Holandii z ramienia Katolickiej Partii Ludowej. W wyniku remisu wyborczego był zmuszony do dzielenia stanowiska z konkurentem z Partii Pracy. Samodzielnie stanowisko objął w 1956 i sprawował je do 1971 r., kiedy został sekretarzem generalnym NATO.
Przeciwstawiał się oddaniu kontroli nad Nową Gwineą władzom Indonezji, choć w końcu do podjęcia takiej decyzji zmusił go prezydent Stanów Zjednoczonych John F. Kennedy. Był jednym z inicjatorów i sygnatariuszy traktatu rzymskiego. Popadł w konflikt z lewicowym rządem swojego kraju, kiedy wyraził poparcie dla stworzenia bazy rakietowej NATO na terenie Holandii.
Został odznaczony m.in. Orderem Lwa Niderlandzkiego i amerykańskim Medalem Wolności.
Był żonaty z baronową Elisabeth van Heemstra. Miał syna i córkę.

## Odznaczenia
- Oficer Orderu Oranje-Nassau (1949)[1]
- Herinneringsmedaille 1962 (1962)[1]
- Huwelijksmedaille 1966 (1966)[1]
- Krzyż Wielki Orderu Lwa Niderlandzkiego (1971)[1]
- Kawaler Orderu Leopolda (Belgia, 1939)[1]
- Oficer Orderu Chrystusa (Portugalia, 1944)[1][2]
- Komandor Orderu Tri Shakti Patta (Nepal, 1950)[1]
- Krzyż Wielki Orderu Krzyża Południa (Brazylia, 1953)[1]
- Krzyż Wielki Orderu Świętego Olafa (Norwegia, 1953)[1][3]
- Krzyż Wielki Orderu Zasługi Republiki Włoskiej (Włochy, 1953)[1][4]
- Wielka Wstęga Orderu Leopolda (Belgia, 1954)[1]
- Krzyż Wielki Orderu Jerzego I (Grecja, 1954)[1]
- Krzyż Wielki Orderu Menelika II (Etiopia, 1954)[1]
- Krzyż Wielki Legii Honorowej (Francja, 1954)[1]
- Krzyż Wielki Orderu Korony Dębowej (Luksemburg, 1954)[1]
- Krzyż Wielki Orderu Słonia Białego (Tajlandia, 1955)[1]
- Krzyż Wielki Orderu Gwiazdy Polarnej (Szwecja, 1955)[1]
- Oficer Orderu Palm Akademickich (Francja, 1955)[1]
- Krzyż Wielki Orderu Zasługi (Peru, 1955)[1]
- Krzyż Wielki Orderu Zasługi Adolfa de Nassau (Luksemburg, 1956)[1]
- Krzyż Wielki Orderu Boyacá (Kolumbia, 1956)[1]
- Krzyż Wielki Orderu Gwiazdy Afryki (Liberia, 1956)[1]
- Krzyż Wielki Orderu Wazów (Szwecja, 1957)[1]
- Krzyż Wielki Orderu Manuela Amadora Guerrero (Panama, 1957)[1]
- Krzyż Wielki Orderu Piusa IX (Watykan, 1957)[1]
- Krzyż Wielki Orderu Zasługi Duarte, Sánchez i Melli (Dominikana, 1957)[1]
- Krzyż Wielki Orderu Carlosa Manuela de Céspedesa (Kuba, 1958)[1]
- Krzyż Wielki Orderu Izabeli Katolickiej (Hiszpania, 1958)[1]
- Krzyż Wielki Orderu Rubéna Dario (Nikaragua, 1958)[1]
- Krzyż Wielki Orderu Św. Michała i Św. Jerzego (Wielka Brytania, 1958)[1]
- Krzyż Wielki Orderu Danebroga (Dania, 1959)[1]
- Wielka Wstęga Orderu Portretu Władcy (Iran, 1959)[1]
- Krzyż Wielki Orderu Francisco Morazána (Honduras, 1959)[1]
- Wstęga Orderu Orła Azteckiego (Meksyk, 1960)[1]
- Wielka Wstęga Orderu Korony Tajlandii (Tajlandia, 1960)[1]
- Krzyż Wielki Klasy Specjalnej Orderu Zasługi Republiki Federalnej Niemiec (Niemcy, 1960)[1]
- Krzyż Wielki Orderu Słońca Peru (Peru, 1960)[1]
- Order Nishan-i-Sardari (Afganistan, 1960)[1]
- Krzyż Wielki Orderu Wyzwoliciela San Martina (Argentyna, 1960)[1]
- Krzyż Wielki Orderu Bernardo O’Higginsa (Chile, 1961)[1]
- Komandor Orderu Zasługi (Kamerun, 1963)[1]
- Krzyż Wielki Orderu Narodowego Zasługi (Ekwador, 1963)[1]
- Krzyż Wielki Orderu Sokoła Islandzkiego (Islandia, 1963)[1][5]
- Wielki Oficer Orderu Narodowego Lwa (Senegal, 1964)[1]
- Wielka Wstęga Orderu Oswobodziciela (Wenezuela, 1966)[1]
- Order Republiki (Tunezja, 1966)[1]
- Krzyż Wielki Orderu Gorkha Dakshina Bahu (Nepal, 1966)[1]
- Krzyż Wielki Orderu Chrystusa (Portugalia, 1968)[1][2]
- Krzyż Wielki Orderu Zasługi Wielkiego Księstwa Luksemburga (Luksemburg, 1968)[1]
- Krzyż Wielki Orderu Zasługi (Senegal, 1969)[1]
- Krzyż Wielki Orderu Trójcy Świętej (Etiopia, 1969)[1]
- Wielki Komandor Orderu Darjah Yang Mulia Setia Mahkota Malaysia (Malezja, 1970)[1]
- Krzyż Wielki Orderu Narodowego Wybrzeża Kości Słoniowej (Wybrzeże Kości Słoniowej, 1970)[1]
- Jugosłowiańska Gwiazda ze Wstęgą (Jugosławia, 1970)[1]
- Wielki Oficer Ordre de la Valeur (Kamerun, 1970)[1]
- Krzyż Wielki Orderu Gwiazdy Jordanii (Jordania, 1970)[1]
- Wielka Wstęga Orderu Cedru (Liban, 1970)[1]
- Wielki Oficer Orderu Gwiazdy Indonezji (Indonezja, 1970)[1]
- Krzyż Wielki Orderu Białej Róży Finlandii (Finlandia, 1971)[1]
- Order Towarzyszy Honoru (Wielka Brytania, 1971)[1]
- Wielka Wstęga Świętego Konstantyńskiego Orderu Wojskowego Świętego Jerzego (Burbonowie, 1975)[1]
- Krzyż Wielki Zasługi Wojskowej z Odznaką Białą (Hiszpania, 1982)[1]
- Bawarski Order Zasługi (Niemcy, 1984)[1]
- Krzyż Wielki Orderu Infanta Henryka (Portugalia, 1984)[1][2]
- Prezydencki Medal Wolności (Stany Zjednoczone, 1984)[6]